# Oldtimer-Grand-Prix (Nürburgring)
Der Oldtimer-Grand-Prix (bis 2022: AvD Oldtimer-Grand-Prix) gehört zu den größten Oldtimer-Rennveranstaltungen Europas.

## Geschichte

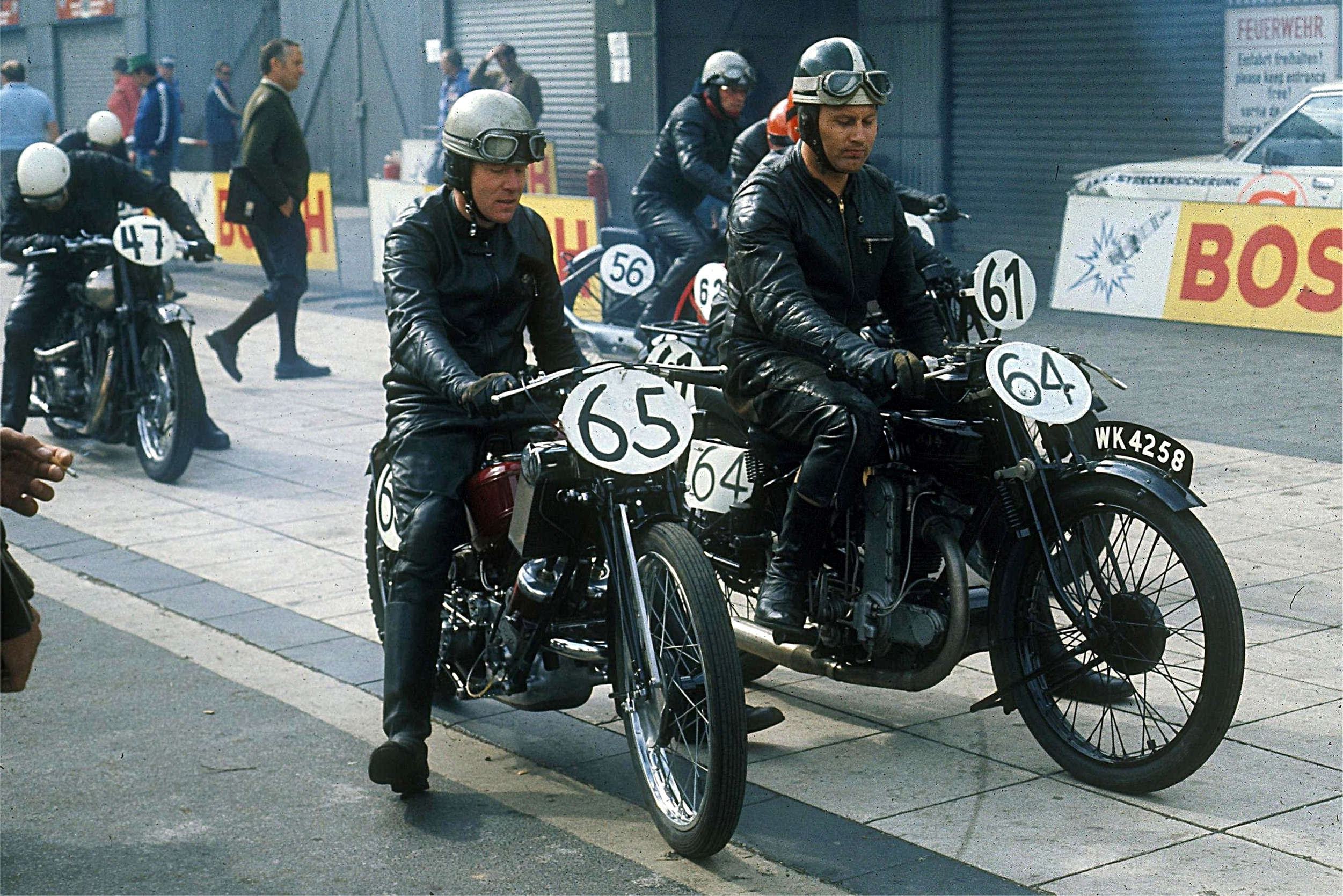
In den ersten Jahren auch Motorräder beim Oldtimer-GP – 1975 im alten Fahrerlager

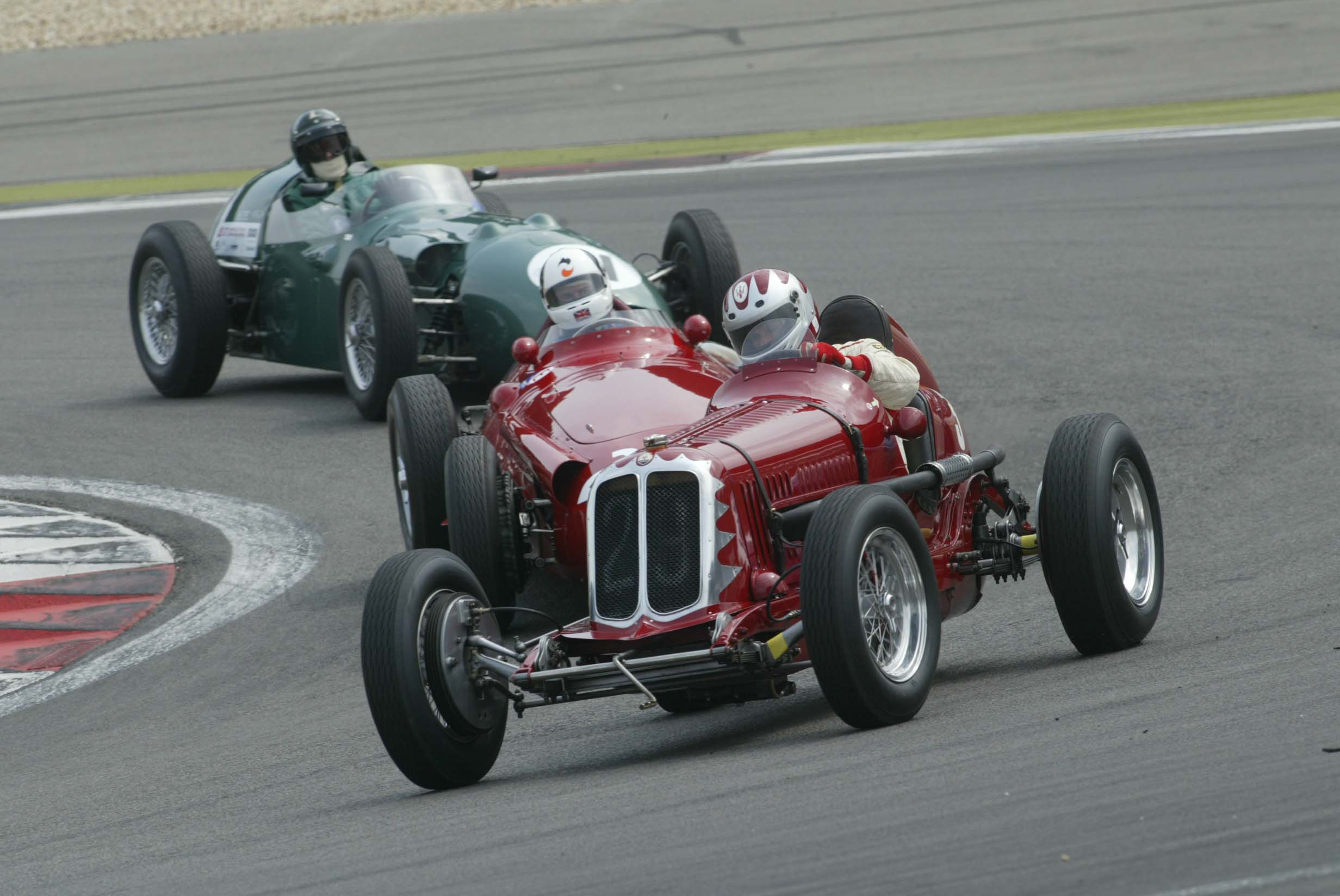
AvD-Oldtimer-Grand-Prix 2009

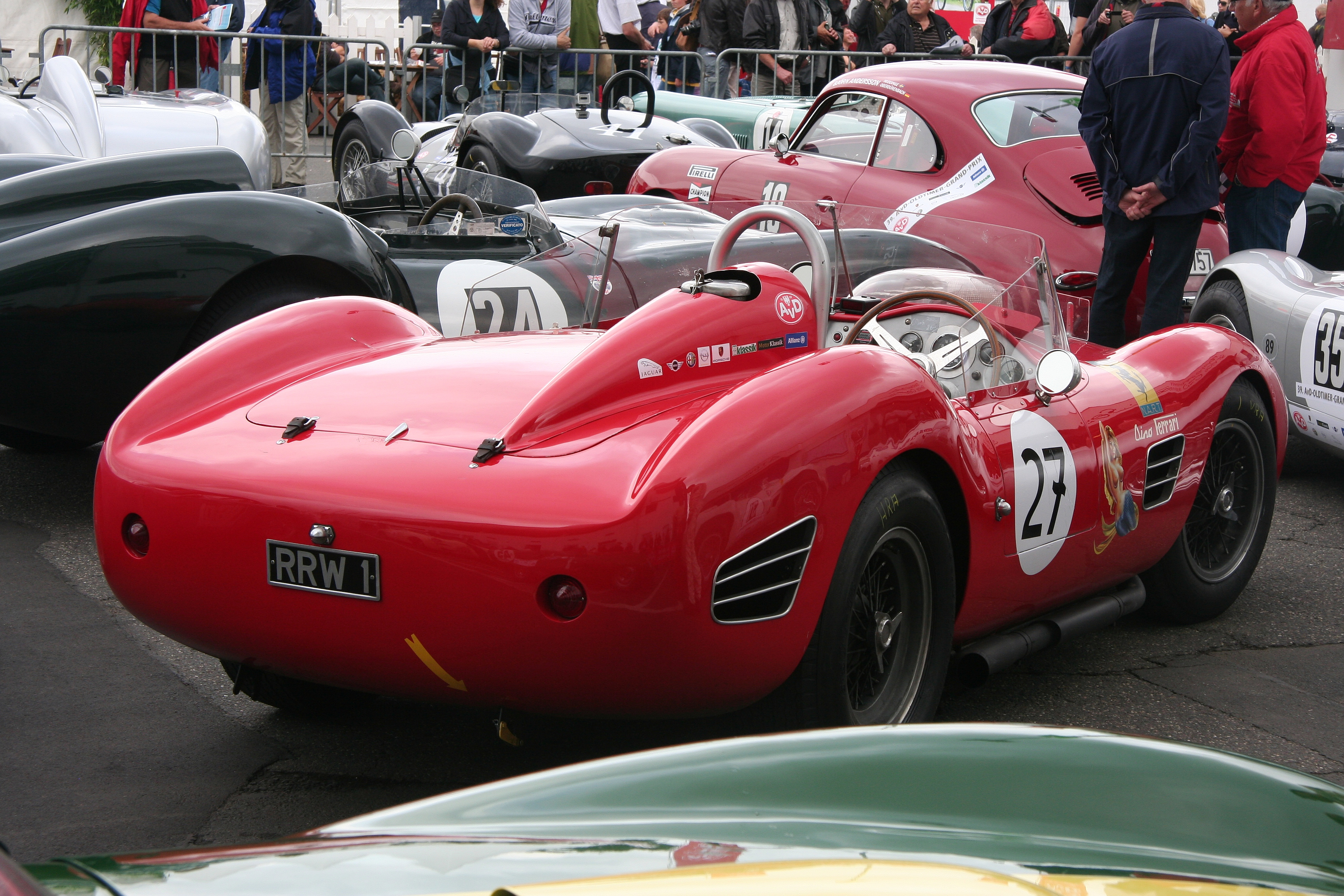
Parc fermé 2011

Am 10. August 1973 führten der Automobilclub von Deutschland (AvD), der Club Historischer Renn- und Sportfahrzeuge Nürburgring (CHRSN) und der Hesse Motor Sport Club Wiesbaden (HMSC) gemeinsam das erste Internationale Historische Rennen auf dem Nürburgring durch. Wenige Jahre später wurde die Veranstaltung, die heute noch durchgeführt wird, in „AvD-Oldtimer-Grand-Prix“ umbenannt. Mit der 50. Auflage des Oldtimer-Grand-Prix im Jahr 2023 entfällt der Zusatz „AvD“ und die Veranstaltung heißt „Oldtimer-Grand-Prix“.

## Rennen
Die Rennen werden mit rund 500 historischen Rennwagen von Ende der 20er bis Anfang der 80er Jahre durchgeführt. Rund 20 Rennen und Gleichmäßigkeitsprüfungen dazu die Trainingssitzungen der einzelnen Rennklassen und Demofahrten stehen in der Regel auf dem Programm, wie z. B. FIA Masters Sports Car Championship, FIA Masters Formula One Championship, FIA Lurani Trophy für Formel-Junior-Fahrzeuge, Revival Deutsche Rennsport-Meisterschaft, Zweisitzige Rennwagen und GT-Fahrzeuge bis 1960/61, Historische Grand Prix Cars, Tourenwagen Classics, Formel 3 von 1964 – 1984, AvD-Tourenwagen- und GT-Trophäe, Masters Endurance Legends, FCD RacingSeries, Tourenwagen-Revival, Vintage Sports Car Trophy, Slowly Sideways.
Zu den Besonderheiten des AvD-Oldtimer-Grand-Prix gehört, dass die Fahrer und Besitzer der automobilen Klassiker für jedermann ansprechbar sind. Der Zutritt zum Fahrerlager ist mit normalen Eintrittskarten möglich.

### Rennserien des AvD-Oldtimer-Grand-Prix
Nürburgring-Nordschleife
- Trackday (Freitag)

Nürburgring Grand-Prix-Strecke (Freitag, Samstag und Sonntag)
- Tourenwagen Classics
- Formel 3 Fahrzeuge von 1964–1984
- FCD RacingSeries
- Porsche Carrera Cup Deutschland
- Tourenwagen Revival
- Masters Endurance Legends
- FIA Lurani Trophy für Formel Junior Fahrzeuge
- Revival Deutsche Rennsport-Meisterschaft
- Fahrzeuge aus der Skoda-Motorsportgeschichte
- Zweisitzige Rennwagen und GT bis 1960/61
- AvD-Tourenwagen- und GT Trophäe
- FIA Masters Historic Formula One Championship
- Historische Grand Prix Fahrzeuge bis 1965
- Gentlemen Drivers – GT bis 1965
- Vintage Sports Car Trophy

### FIA-Auszeichnung für den AvD-Oldtimer-Grand-Prix

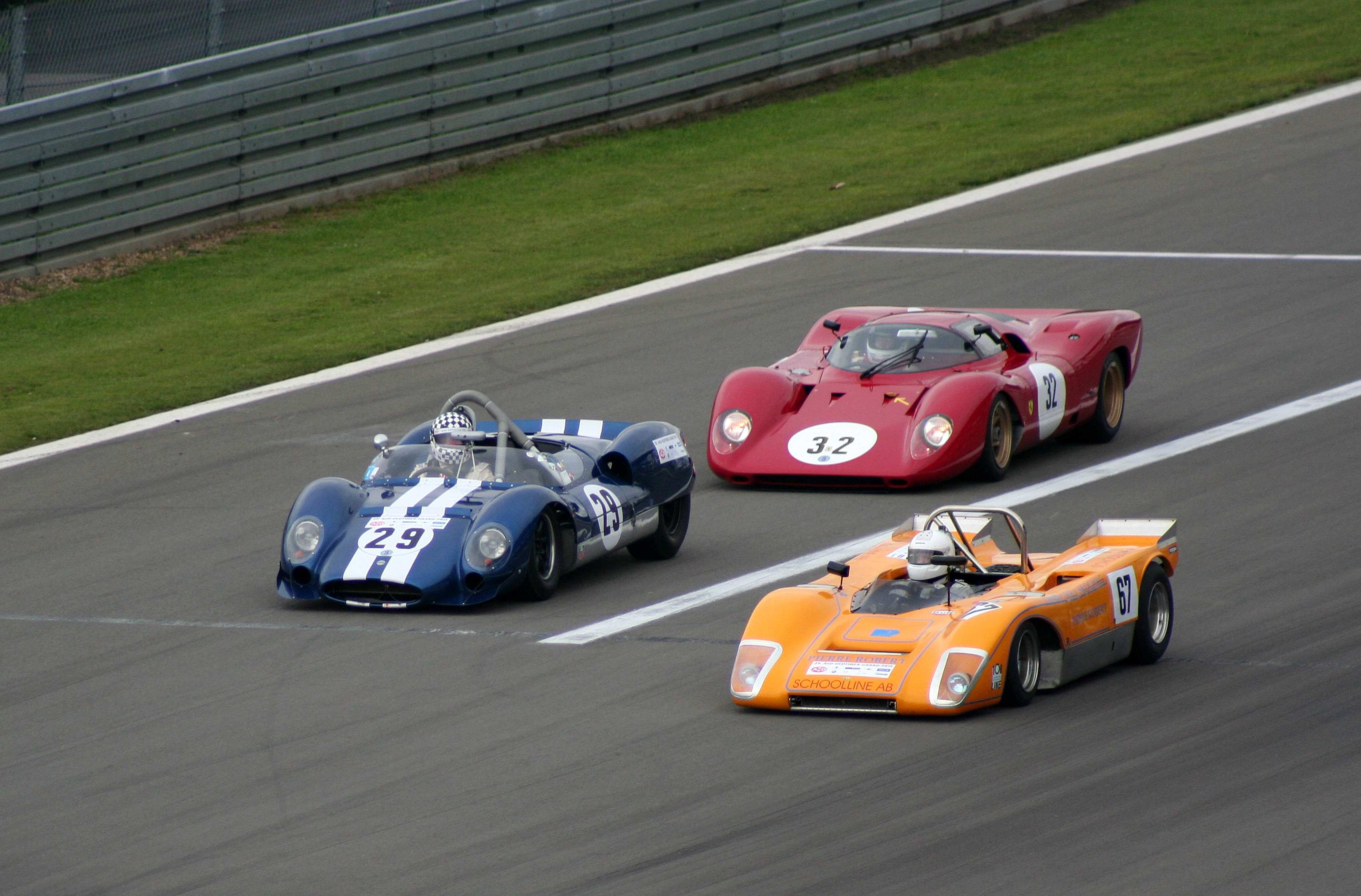
World Sportscar Masters

Mit dem FIA Founding Member´s Club Heritage Cup werden außergewöhnliche und herausragende Anstrengungen in der Welt der historischen Fahrzeuge ausgezeichnet. Der AvD-Oldtimer-Grand-Prix überzeugte 2014 die FMC-Mitglieder mit, 50.000 Zuschauern sowie 14 Rennen und Gleichmäßigkeitsprüfungen, die in Umfang und Qualität einzigartig waren. Fakten wie diese, führten zur Verleihung des FIA Founding Members’ Club Heritage Cup, der seit 2010 verliehen wird.

## Markenclubs
Neben dem Renngeschehen locken auch die zahlreichen Markenclubs von Ferrari, Porsche, Mercedes, Alfa Romeo, Jaguar, Aston Martin und anderen bekannten Automobil-Marken die Fans an den Nürburgring. Selten sieht man so viele berühmte Sportwagen und Klassiker auf einem Fleck.